# کیستوون (نبراسکا)
کیستوون(به انگلیسی: Keystone) شهری در ایالت نبراسکا کشور ایالات متحده آمریکا است که جمعیت آن در سرشماری سال ۲۰۱۰ میلادی، ۵۹ نفر بوده‌است.